# 基斑蜻
基斑蜻（學名：Libellula depressa）是蜻蛉目蜻科蜻屬下的一種蜻蜓，主要分布於歐洲的英國南部及威爾士，其翅長約為7公分。基斑蜻每年約於五月至八月間最為活躍。

## 棲息
基斑蜻多棲息於平靜的湖邊及池塘邊，並會捕食各種細小的昆蟲，例如蚊、蠅等。基斑蜻腹部扁平寬闊，雌性腹部呈棕色，有兩條黃色斑帶；雄性基斑蜻的腹部則呈淺青色。由於雄性基斑蜻腹部呈青藍色，所以牠亦容易被誤認為粗灰蜻（Orthetrum cancellatum）。所有基斑蜻的四張翅膀都呈三角形，翅紋為深棕色。

## 生態行為
基斑蜻擁有高速的飛行能力，當基斑蜻要在水面上尋找獵物，或者雄性基斑蜻間要進行互相競爭，又或與其他蜻蜓發生衝突時，牠們均會作出快速的俯衝及猛攻。基斑蜻行動迅捷，屬於頗難接觸的蜻蛉品種，但牠們傾向於晴天時棲息於木林之間，因此只要在木林中加以追蹤，便能較易觀察到牠們的行為。

## 圖片

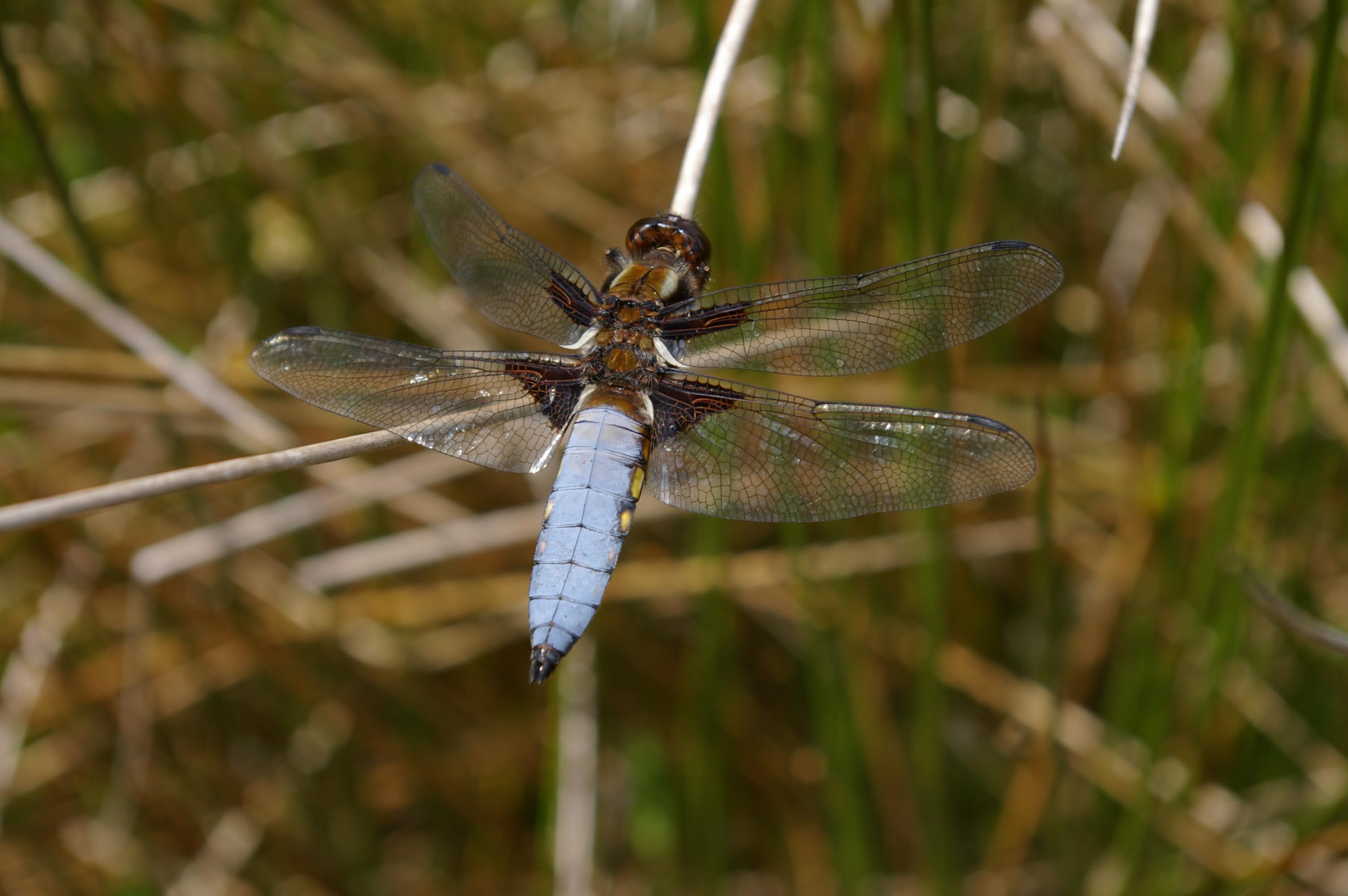
雄性基斑蜻
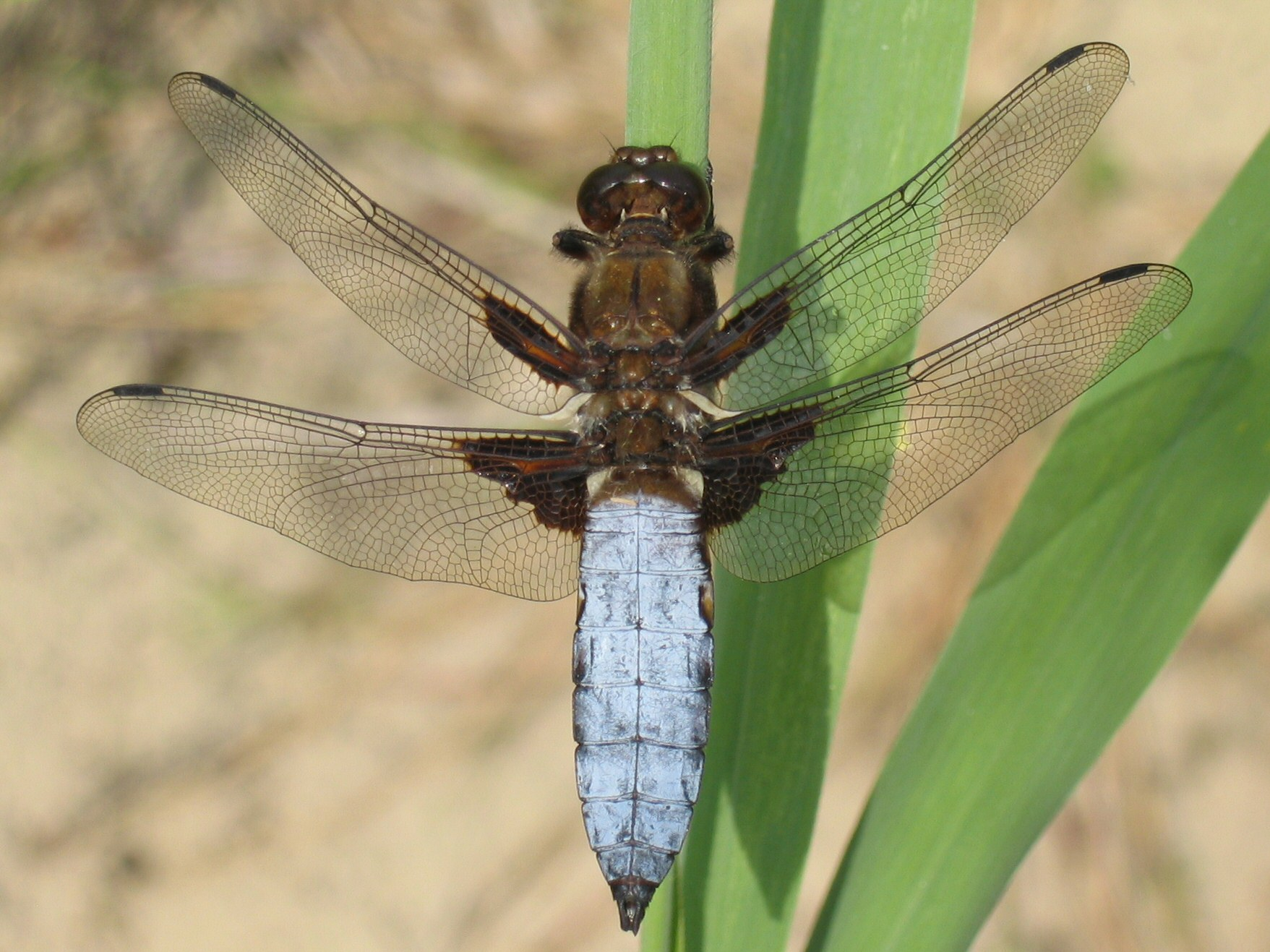
正在休息的基斑蜻
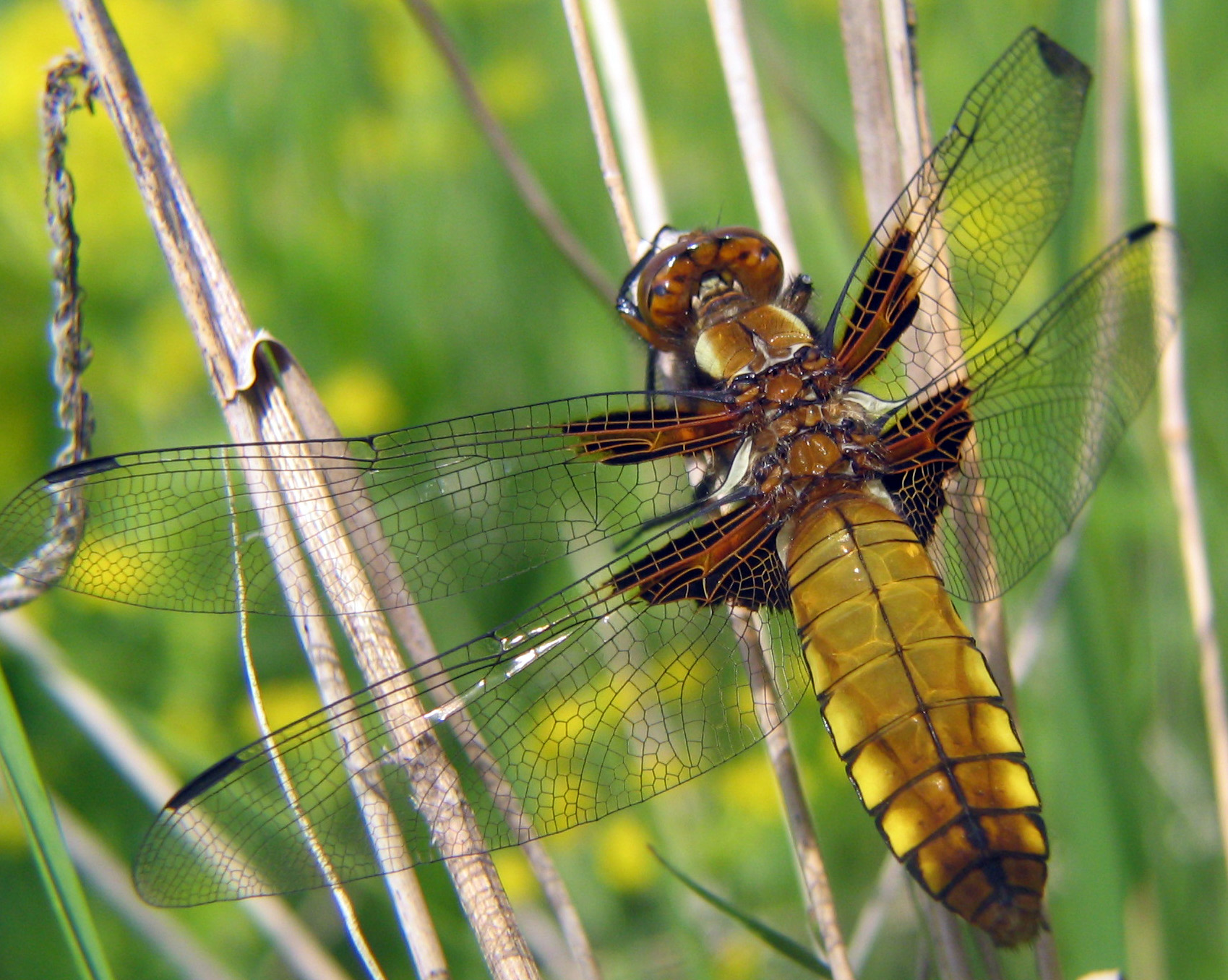
雌性基斑蜻
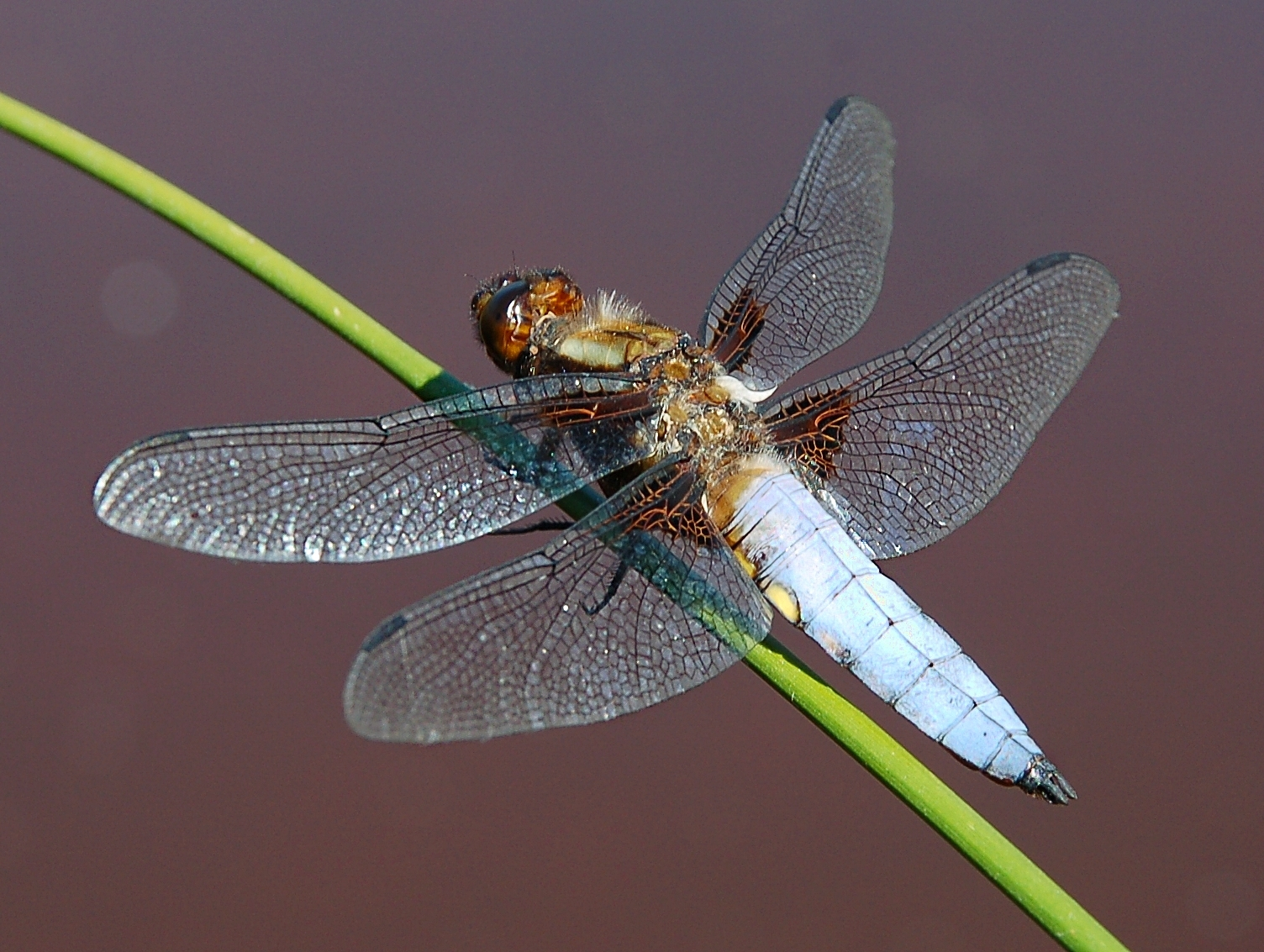
基斑蜻

## 外部連結
- 北京昆蟲網：基斑蜻